# Tomești, Hunedoara
Tomești (în maghiară: Tomesd, în germană: Thomsdorf) este satul de reședință al comunei cu același nume din județul Hunedoara, Transilvania, România.

## Istoric
Localitatea este atestatǎ la anul 1439 sub denumirea de Tomafalva (satul lui Toma) fiind unul dintre cele 110 sate din Zarand care formau Domeniul Cetǎții Șiria. Prima menționare a numelor locuitorilor satului datează din anul 1525 fiind menționate în urbariul cetǎții Șiria din acel an.